# Irlandia na Letnich Igrzyskach Olimpijskich 1996
Irlandię na Letnich Igrzyskach Olimpijskich 1996 reprezentowało 78 zawodników: 62 mężczyzn i 16 kobiet. Był to 16 start reprezentacji Irlandii na letnich igrzyskach olimpijskich. Był to drugi pod względem liczby zdobytych medali start reprezentacji Irlandii na igrzyskach olimpijskich. Wszystkie medale zdobyła pływaczka Michelle de Bruin.

## Zdobyte medale
| Medal | Zawodnik          | Dyscyplina | Konkurencja                    | Rezultat |
| ----- | ----------------- | ---------- | ------------------------------ | -------- |
| Złoto | Michelle de Bruin | Pływanie   | 400 m stylem dowolnym kobiet   | 4:07,25  |
| Złoto | Michelle de Bruin | Pływanie   | 200 m stylem zmiennym kobiet   | 2:13,93  |
| Złoto | Michelle de Bruin | Pływanie   | 400 m stylem zmiennym kobiet   | 4:39,18  |
| Brąz  | Michelle de Bruin | Pływanie   | 200 m stylem motylkowym kobiet | 2:09,91  |

## Skład kadry

### Boks
Mężczyźni
- Damaen Kelly waga musza do 52 kg - 7. miejsce,
- Francie Barrett waga lekkopółśrednia do 63,5 kg - 9. miejsce,
- Brian Magee waga średnia do 75 kg - 6. miejsce,
- Cathal O’Grady waga ciężka do 91 kg - 17. miejsce,

### Gimnastyka
Mężczyźni
- Barry McDonald

wielobój indywidualnie - 74. miejsce,
ćwiczenia wolne - 91. miejsce,
skok przez konia - 95. miejsce,
ćwiczenia na poręczach - 82. miejsce,
ćwiczenia na drążku - 93. miejsce,
ćwiczenia na kółkach - 95. miejsce,
ćwiczenia na koniu z łękami - 87. miejsce,

### Judo
Mężczyźni
- Sean Sullivan – waga do 60 kg - 33. miejsce,
- Ciarán Ward – waga do 65 kg - 21. miejsce,

### Jeździectwo
- Heike Holstein – ujeżdżenie indywidualnie - 26. miejsce,
- Peter Charles – skoki przez przeszkody indywidualnie - 11. miejsce
- Jessica Chesney-Kürten – skoki przez przeszkody indywidualnie - 34. miejsce
- Eddie Macken – skoki przez przeszkody indywidualnie - 37. miejsce
- Damian Gardiner – skoki przez przeszkody indywidualnie - 64. miejsce
- Peter Charles, Jessica Chesney-Kürten, Eddie Macken, Damian Gardiner - skoki przez przeszkody drużynowo - 8. miejsce,
- David Foster – WKKW indywidualnie - nie ukończył konkurencji,
- David Foster, Virginia McGrath, Alfie Buller, Eric Smiley - WKKW drużynowo - 11. miejsce,

### Kajakarstwo
Mężczyźni
- Conor Maloney, Gary Mawer

K-2 500 m - odpadli w repesażach,
K-2 1000 m - odpadli w repesażach,
- Ian Wiley – kajakarstwo górskie K-1 - 5. miejsce,
- Andrew Boland – kajakarstwo górskie K-1 - 40. miejsce,
- Mike Corcoran – kajararstwo górskie C-1 - 10. miejsce,
- Stephen O’Flaherty – kajakarstwo górskie C-1 - 25. miejsce,

### Kolarstwo
Mężczyźni
- David McCann – kolarstwo szosowe - wyścig ze startu wspólnego - 72. miejsce,
- Phillip Collins – kolarstwo torowe - wyścig na 4000 m na dochodzenie - 16. miejsce,
- Declan Lonergan – kolarstwo torowe - wyścig punktowy - 22. miejsce,
- Martin Earley – kolarstwo górskie - cross country - 25. miejsce,
- Alister Martin – kolarstwo górskie - cross country - 32. miejsce,

### Lekkoatletyka
Kobiety
- Sinéad Delahunty – bieg na 1500 m – odpadła w półfinale,
- Sonia O’Sullivan

bieg na 1500 m - odpadła w eliminacjach,
bieg na 5000 m – nie ukończyła biegu finałowego,
- Katy McCandless – bieg na 5000 m - odpadła w eliminacjach,
- Marie McMahon-Davenport – bieg na 5000 m - odpadła w eliminacjach,
- Catherina McKiernan – bieg na 10 000 m – 11. miejsce,
- Susan Smith-Walsh – bieg na 400 m przez płotki – odpadła w półfinale,
- Deirdre Gallagher – chód na 10 km – 23. miejsce,

Mężczyźni
- Neil Ryan – bieg na 100 m – odpadł w eliminacjach,
- Gary Ryan – bieg na 200 m – odpadł w ćwierćfinale,
- Eugene Farrell – bieg na 400 m – odpadł w eliminacjach,
- David Matthews – bieg na 800 m – odpadł w półfinale,
- Shane Healy – bieg na 1500 m - odpadł w półfinale,
- Niall Bruton – bieg na 1500 m - odpadł w półfinale,
- Marcus O’Sullivan – bieg na 1500 m - odpadł w eliminacjach,
- Cormac Finnerty – bieg na 5000 m - odpadł w półfinale,
- Sean Dollman – bieg na 10 000 m - odpadł w eliminacjach,
- Thomas Kearns bieg na 110 m przez płotki – odpadł w ćwierćfinale,
- Seán Cahill – bieg na 110 m przez płotki - odpadł w eliminacjach,
- Tom McGuirk – bieg na 400 m przez płotki – odpadł w eliminacjach,
- Jimmy McDonald – chód na 20 km – 51.. miejsce,
- Mark Mandy – skok wzwyż – 23. miejsce,
- Nick Sweeney – rzut dyskiem – 13. miejsce,
- Roman Linscheid – rzut młotem – 33. miejsce,
- Terry McHugh – rzut oszczepem – 29. miejsce,

### Łucznictwo
Mężczyźni
- Keith Hanlon – indywidualnie - 22. miejsce,

### Pływanie
Kobiety
- Marion Madine

200 m stylem dowolnym – 27. miejsce,
100 m stylem motylkowym – 32. miejsce,
- Michelle de Bruin

400 m stylem dowolnym – 1. miejsce,
200 m stylem motylkowym – 3. miejsce,
200 m stylem zmiennym – 1. miejsce,
400 m stylem zmiennym – 1. miejsce,
Mężczyźni
- Nick O’Hare – 50 m stylem dowolnym – 48. miejsce,
- Earl McCarthy

100 m stylem dowolnym – 27. miejsce,
200 m stylem dowolnym - 29. miejsce,
- Adrian O’Connor

100 m stylem grzbietowym – 41. miejsce,
200 m stylem grzbietowym – 35. miejsce,

### Strzelectwo
Kobiety
- Rhona Barry – karabin pneumatyczny - 43. miejsce,

Mężczyźni
- Gary Duff – karabin małkokalibrowy leżąc 50 m - 52. miejsce,
- Thomas Allen

trap - 42. miejsce,
podwójny trap - 25. miejsce,

### Tenis ziemny
Mężczyźni
- Scott Barron, Owen Casey – gra podwójna - 17. miejsce,

### Wioślarstwo
Mężczyźni
- Brendan Dolan, Niall O’Toole – dwójka podwójna wagi lekkiej - odpadli w półfinale,
- Derek Holland, Sam Lynch, Neville Maxwell, Tony O’Connor – czwórka bez sternika wagi lekkiej - 4. miejsce,

### Żeglarstwo
- Aisling Byrne-Bowman – Klasa Europa – 10. miejsce,
- Denise Lyttle, Louise Cole – klasa 470 kobiet - 13. miejsce,
- John Driscoll – klasa Finn – 24. miejsce,
- Mark Lyttle – klasa Laser – 11. miejsce,
- Mark Mansfield, David Burrows – klasa Star – 12. miejsce,
- Marshall King, Garrett Connolly, Dan O’Grady – klasa Soling – 16. miejsce,